# Saint-Pierre-des-Ormes
Saint-Pierre-des-Ormes est une commune française, située dans le département de la Sarthe en région Pays de la Loire, peuplée de 212 habitants (les Pétriormois).
La commune fait partie de la province historique du Maine, et se situe dans le Saosnois.

## Géographie

### Communes limitrophes
|                                           | Origny-le-Roux (département de l'Orne) |                                                 |
| Saint-Rémy-des-Monts                      | Saint-Pierre-des-Ormes                 | Saint-Fulgent-des-Ormes (département de l'Orne) |
| Saint-Vincent-des-Prés, Moncé-en-Saosnois | Champfleur                             | Saint-Cosme-en-Vairais                          |

### Climat
Pour des articles plus généraux, voir Climat des Pays de la Loire et Climat de la Sarthe.
En 2010, le climat de la commune est de type climat océanique dégradé des plaines du Centre et du Nord, selon une étude du CNRS s'appuyant sur une série de données couvrant la période 1971-2000. En 2020, Météo-France publie une typologie des climats de la France métropolitaine dans laquelle la commune est exposée à un climat océanique altéré et est dans la région climatique  Normandie (Cotentin, Orne), caractérisée par une pluviométrie relativement élevée (850 mm/a) et un été frais (15,5 °C) et venté. 
Pour la période 1971-2000, la température annuelle moyenne est de 10,8 °C, avec une amplitude thermique annuelle de 14 °C. Le cumul annuel moyen de précipitations est de 697 mm, avec 11,7 jours de précipitations en janvier et 7,4 jours en juillet. Pour la période 1991-2020, la température moyenne annuelle observée sur la station météorologique de Météo-France la plus proche, « Commerveil_sapc », sur la commune de Commerveil à 5 km à vol d'oiseau, est de 11,9 °C et le cumul annuel moyen de précipitations est de 712,2 mm,. Pour l'avenir, les paramètres climatiques de la commune estimés pour 2050 selon différents scénarios d'émission de gaz à effet de serre sont consultables sur un site dédié publié par Météo-France en novembre 2022.

## Urbanisme

### Typologie
Au 1er janvier 2024, Saint-Pierre-des-Ormes est catégorisée commune rurale à habitat très dispersé, selon la nouvelle grille communale de densité à sept niveaux définie par l'Insee en 2022.
Elle est située hors unité urbaine. Par ailleurs la commune fait partie de l'aire d'attraction de Mamers, dont elle est une commune de la couronne,. Cette aire, qui regroupe 21 communes, est catégorisée dans les aires de moins de 50 000 habitants,.

### Occupation des sols
L'occupation des sols de la commune, telle qu'elle ressort de la base de données européenne d’occupation biophysique des sols Corine Land Cover (CLC), est marquée par l'importance des territoires agricoles (100 % en 2018), une proportion identique à celle de 1990 (100 %). La répartition détaillée en 2018 est la suivante : 
terres arables (86,6 %), prairies (13,4 %). L'évolution de l’occupation des sols de la commune et de ses infrastructures peut être observée sur les différentes représentations cartographiques du territoire : la carte de Cassini (XVIIIe siècle), la carte d'état-major (1820-1866) et les cartes ou photos aériennes de l'IGN pour la période actuelle (1950 à aujourd'hui).

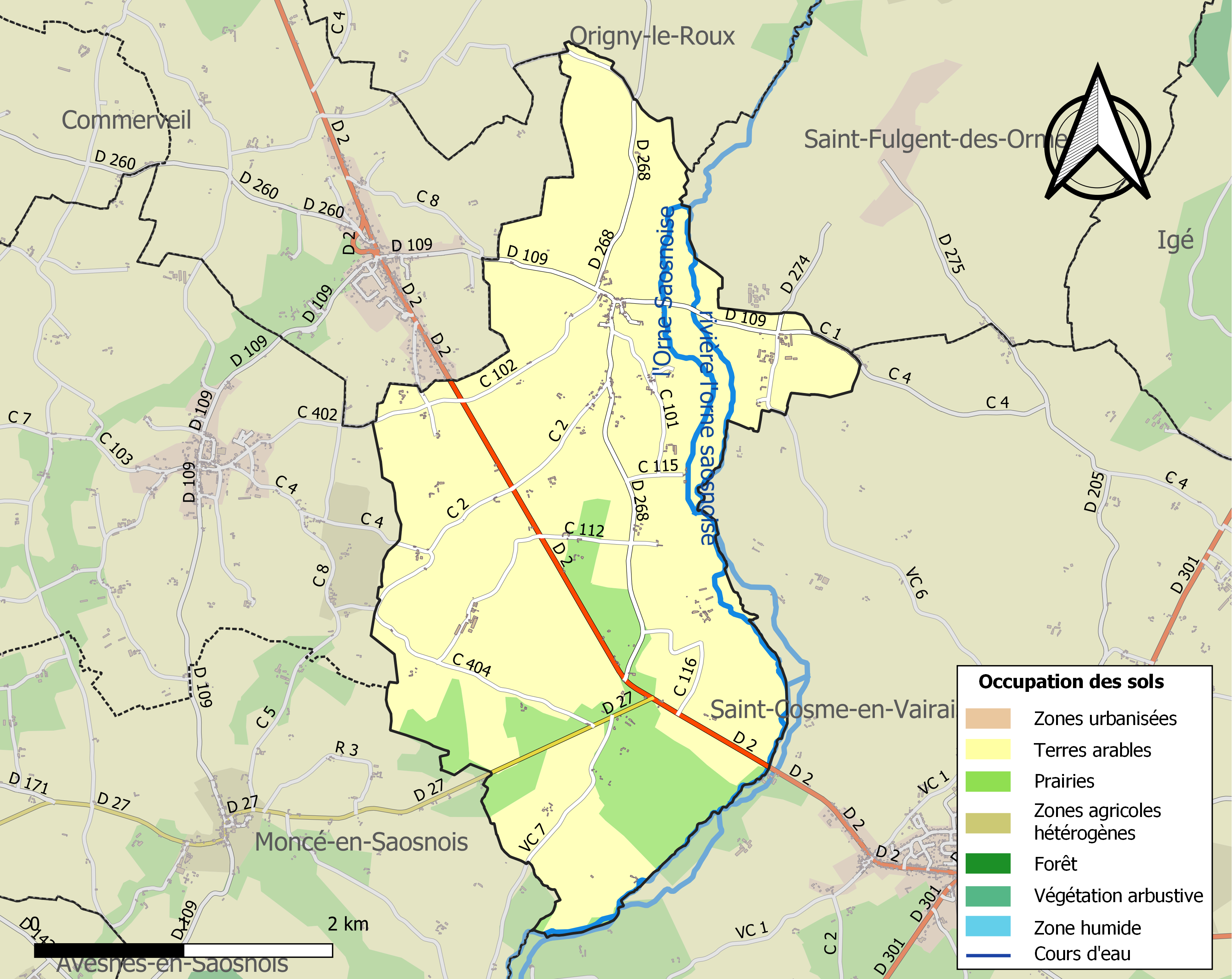
Carte des infrastructures et de l'occupation des sols de la commune en 2018 (CLC).

## Toponymie
D’après Dauzat et Rostaing, son ancien toponyme s’écrivait Ecclesia Sancti Petri de Ulmis vers 1040-1051, ce qui se traduit par « l’église de Saint-Pierre des Ormes ». Gendron a trouvé la forme simplifiée Sancti Petri de Ulmis en 1101. La première partie vient sans conteste du nom d’homme grec Petros, francisé en Pierre : il s’agit bien sûr de l’apôtre Pierre, premier évêque de Rome et saint patron des papes. Le village possède d’ailleurs une église du XIe siècle dédiée à ce saint. On notera que ce toponyme fut très prolifique à l’époque de Charlemagne qui, voulant s’attacher les bonnes grâces du pape, a favorisé l’implantation de villages nommés Saint-Pierre. Quant à la seconde partie du toponyme, elle semble plus moderne et a dû servir à éviter de confondre cette commune avec ses homonymes sarthois, mayennais et eurois : ce Saint-Pierre-ci aurait été bâti dans une clairière d’ormes (du latin ulmis) ou non loin d’un bosquet d’ormes.

## Politique et administration
| Période                                  | Période   | Identité           | Étiquette | Qualité     |
| ---------------------------------------- | --------- | ------------------ | --------- | ----------- |
| 1972                                     | mars 2008 | Jean-Loup Caillaux |           |             |
| mars 2008                                | En cours  | Michel Ched'homme  | SE        | Agriculteur |
| Les données manquantes sont à compléter. |           |                    |           |             |

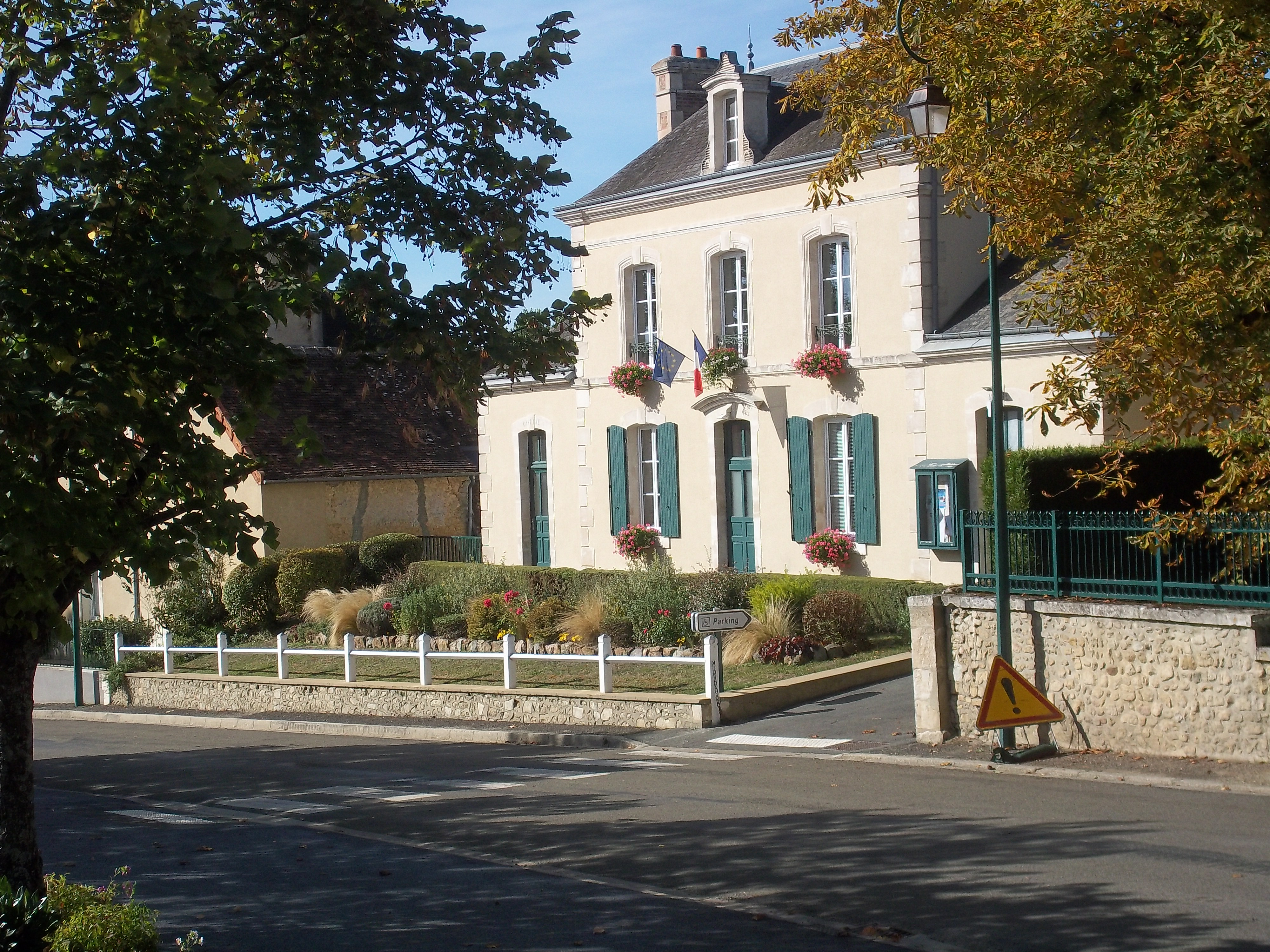
Mairie de la commune de Saint-Pierre-des-Ormes.

Le nombre d'habitants, au dernier recensement, étant compris entre 100 et 499, le nombre de membres du conseil municipal est de 11.

## Démographie
L'évolution du nombre d'habitants est connue à travers les recensements de la population effectués dans la commune depuis 1793. Pour les communes de moins de 10 000 habitants, une enquête de recensement portant sur toute la population est réalisée tous les cinq ans, les populations de référence des années intermédiaires étant quant à elles estimées par interpolation ou extrapolation. Pour la commune, le premier recensement exhaustif entrant dans le cadre du nouveau dispositif a été réalisé en 2007.
En 2022, la commune comptait 212 habitants, en évolution de −6,19 % par rapport à 2016 (Sarthe : −0,25 %, France hors Mayotte : +2,11 %).
| 1793 | 1800 | 1806 | 1821 | 1831 | 1836 | 1841 | 1846 | 1851 |
| ---- | ---- | ---- | ---- | ---- | ---- | ---- | ---- | ---- |
| 677  | 691  | 796  | 795  | 847  | 804  | 757  | 715  | 712  |

| 1856 | 1861 | 1866 | 1872 | 1876 | 1881 | 1886 | 1891 | 1896 |
| ---- | ---- | ---- | ---- | ---- | ---- | ---- | ---- | ---- |
| 720  | 648  | 622  | 540  | 534  | 541  | 472  | 452  | 438  |

| 1901 | 1906 | 1911 | 1921 | 1926 | 1931 | 1936 | 1946 | 1954 |
| ---- | ---- | ---- | ---- | ---- | ---- | ---- | ---- | ---- |
| 415  | 408  | 392  | 359  | 321  | 317  | 332  | 346  | 344  |

| 1962 | 1968 | 1975 | 1982 | 1990 | 1999 | 2006 | 2007 | 2012 |
| ---- | ---- | ---- | ---- | ---- | ---- | ---- | ---- | ---- |
| 317  | 308  | 242  | 201  | 202  | 226  | 225  | 225  | 230  |

| 2017 | 2022 | - | - | - | - | - | - | - |
| ---- | ---- | - | - | - | - | - | - | - |
| 226  | 212  | - | - | - | - | - | - | - |

## Lieux et monuments
- Église romane Saint-Pierre du XIe siècle.

## Activité et manifestations
- Fête patronale deuxième dimanche de juillet.